# Catire Bello
Catire Bello, född den 24 april 1989 på Haras La Quebrada i Venezuela, död den 20 februari 2001, var en venezuleansk galopphäst. Han var mest känd för att ha blivit den fjärde hästen som tagit en venezuelansk Triple Crown. Han tränades av Ivan Calixto och reds av Douglas Valiente.

## Karriär
Catire Bello gjorde debut på galoppbanan den 4 augusti 1991, i ett löp över 1100 meter. Han segrade i löpet med 11 längder, utan större ansträngning. 20 dagar senare startade han i insatslöpet Clasico Victoreado, där han återigen segrade med stor marginal, denna gången 8 längder. Här mötte han även kullens rival, Santu Pretu, för första gången. Som tvååring besegrades han endast en gång på fem starter.
Treåringsäsongen 1992 började med två imponerande segrar över rivalen Santu Pretu. Under treåringssäsongen anmäldes han även till amerikanska storlöpen Florida Derby och Tropical Park Derby på Gulfstream Park. I löpen slutade han på sjätte, respektive nionde plats. Då tiden i USA inte gett några större resultat bestämde sig ägarna för att försöka vinna en venezuelansk Triple Crown istället. Då han lyckats segra i Clasico Jose Antonio Paez, Clásico Cría Nacional och Clásico República de Venezuela, blev han den fjärde hästen att ta en venezuelansk Triple Crown.
Som treåring startade han även i karriärens tuffaste löp, Clásico del Caribe, där han bland annat mötte Panamas vinnare av Triple Crown, Leonardo. Trots detta startade han som spelfavorit på totospelet, och förlorade loppet med endast en längd efter Leonardo.
Catire Bello gjorde endast en start som fyraåring, innan en skada satte stopp för tävlingskarriären. Han var därefter versam som avelshingst. Han avled i sviterna av fång den 20 februari 2001.